# أنطونيو يوليانو
أنطونيو يوليانو (بالإيطالية: Antonio Juliano)، (نابولي، 1 يناير 1943) ، لاعب كرة قدم إيطالي سابق.
لعب مع منتخب إيطاليا لكرة القدم.

## روابط خارجية
- أنطونيو يوليانو على موقع الاتحاد الدولي (مؤرشف)  (الإنجليزية)
- أنطونيو يوليانو على موقع قاعدة بيانات كرة القدم.إي يو (الإنجليزية)
- أنطونيو يوليانو على موقع ناشيونال فوتبول تيمز (الإنجليزية)
- أنطونيو يوليانو على موقع عالم كرة القدم.نت (الإنجليزية)